# Lu, Luzhou
Lu, även skrivet Luxian (Lu härad),  tidigare stavat Luhsien, är ett härad som lyder under Luzhous stad på prefekturnivå i Sichuan-provinsen i sydvästra Kina. Det ligger omkring 220 kilometer sydost om provinshuvudstaden Chengdu och gränsar i nordost till Chongqings storstadsområde.